# Vataireopsis iglesiasii
Vataireopsis iglesiasii là một loài thực vật có hoa trong họ Đậu. Loài này được Ducke miêu tả khoa học đầu tiên.